# Jan Vanýsek
Jan Vanýsek (ur. 5 sierpnia 1910 w Brnie, zm. 14 września 1995 tamże) – czeski okulista, profesor medycyny. 

## Życiorys
Dziadek był rolnikiem gospodarującym w Velkým Týncu. Ojciec Jana, Rudolf Vanýsek, był lekarzem. Studiował medycynę w Pradze i był uczniem a następnie asystentem prof. Josefa Thomayera, który polecił mu wyjazd do Brna, gdzie Rudolf Vanýsek w 1907 roku został pierwszym czeskim burmistrzem, a w 1919 należał do grona współzałożycieli Uniwersytetu Masaryka, w ramach którego został profesorem wydziału lekarskiego (na uczelni piastował następnie funkcję dziekana i rektora). Matką Jana była Marie z domu Kletzlová.
Jan Vanýsek, jedyny syn Rudolfa, w 1935 ukończył właśnie ów Wydział Lekarski Uniwersytetu Masaryka, na którym wykładał jego ojciec. W 1945 Jan wyjechał do Hradec Králové, gdzie uruchomił uniwersytecką klinikę okulistyczną i przez 10 lat (do 1955) pracował jako profesor okulistyki. W tym okresie wprowadził do tamtejszej kliniki szereg podówczas nowych metod chirurgii okulistycznej: keratoplastykę, elektroretinografię, diagnostykę USG oka oraz wszczepianie sztucznej soczewki wewnątrzgałkowej (w 1953 jako jeden z pierwszych okulistów na świecie umieścił sztuczną soczewkę w oku pacjenta). W 1955 został mianowany kierownikiem kliniki okulistyki Uniwersytetu Masaryka w rodzinnym Brnie. Na brneńskiej uczelni pełnił kolejno funkcję dziekana wydziału lekarskiego (1957–1960) i prorektora (1962–1969). W 1967 awansował na profesora zwyczajnego.
Był członkiem komitetów zarządzających międzynarodowych organizacji okulistycznych oraz m.in. przewodniczącym rady naukowej przy czechosłowackim ministerstwie zdrowia. Przez dziesięć lat (1960–1970) był także przewodniczącym Czeskiego Towarzystwa Lekarskiego im. Jana Evangelisty Purkyněgo (cz. Česká lékařská společnost Jana Evangelisty Purkyně). W 1969 został członkiem sekcji okulistycznej Niemieckiej Akademii Przyrodników Leopoldina.
W 1969 został wybrany na urząd rektora uniwersytetu (wybór nie został oficjalnie zatwierdzony przez czechosłowackie ministerstwo edukacji). Krótko po tym (w 1970) został przez władze komunistyczne Czechosłowackiej Republiki Socjalistycznej pozbawiony wszystkich funkcji, zwolniony z kliniki oraz otrzymał zakaz publikowania prac naukowych (nie wolno mu było wykonywać nawet tłumaczeń technicznych). Powodem owych sankcji był jego podpis pod manifestem 2000 słów. Jego obu synom (Jiří i Jan) odmawiano pracy, a jego wnuczka nie mogła studiować medycyny w Brnie (ukończyła ją w Ołomuńcu). Jako pasjonat lotnictwa i pilot sportowy był członkiem aeroklubu w Brnie, do którego dołączył zaraz po powrocie do tego miasta w 1955. Pod koniec lat 60. XX wieku zasiadał w klubowym prezydium. W ramach represji władze pozbawiły go w 1970 także tej funkcji. 
Pod koniec życia poruszał się o kulach (przeszedł operację obu stawów biodrowych) i nie opuszczał swojego mieszkania. Wspomnienia napisał w hanackim dialekcie języka czeskiego (cz. hanáčtina) używanym w regionie Haná. Zmarł w rodzinnym mieście 14 września 1995, w wieku 85 lat.
Był autorem trzech monografii oraz podręczników dotyczących: elektroretinografii (1960), okulistyki ogólnej (1963, 1968) oraz zastosowań ultrasonografii w okulistyce (1968). Swoje artykuły publikował w wielu czasopismach, m.in. w „Česká a slovenská oftalmologie" oraz „Ophthalmologica".
Od 2007 roku Czeskie Towarzystwo Chirurgii Refrakcyjnej i Zaćmy (cz. Česká společnost refrakční a kataraktové chirurgie, ČSRKCH) przyznaje wybitnym czeskim chirurgom okulistycznym medal im. Jana Vanýska. Otrzymali go m.in. Pavel Kuchynka oraz Pavel Rozsíval.